# Gheorghe Șoarece
Gheorghe Șoarece (n. 5 decembrie 1955 comuna Osica de Sus, Olt – d. 5 octombrie 2009, comuna Osica de Sus, Olt) a fost un fotbalist român care a activat pe postul de atacant la multe echipe din prima divizie. A murit răpus de boală în urma unei infecții la gât: doctorii nu au mai putut face nimic, deși fusese operat de mai multe ori.

## Activitate ca jucător
- IOB Balș
- Dinamo Slatina
- Viitorul Scornicești
- FC Olt Scornicești
- Steagul Roșu Brașov
- Inter Sibiu

## Activitate ca antrenor
- Osica De Sus